# Kurmainz
Kurmainz war das von den Kurfürsten und Erzbischöfen von Mainz regierte Erzstift, also deren weltliches Herrschaftsgebiet, das als eigenständiges Territorium des Heiligen Römischen Reichs von etwa der Mitte des 10. Jahrhunderts bis zum Reichsdeputationshauptschluss von 1803 existierte. Es gehörte mit Kurköln und Kurtrier zu den drei geistlichen Kurfürstentümern. Den drei rheinischen Erzbischöfen stand zusammen mit den Pfalzgrafen bei Rhein, den Markgrafen von Brandenburg, den Herzögen von Sachsen und den Königen von Böhmen seit dem 13. Jahrhundert das alleinige Recht zur Wahl des römisch-deutschen Königs und Kaisers zu. Seit 1512 gehörte Kurmainz dem Kurrheinischen Reichskreis an.

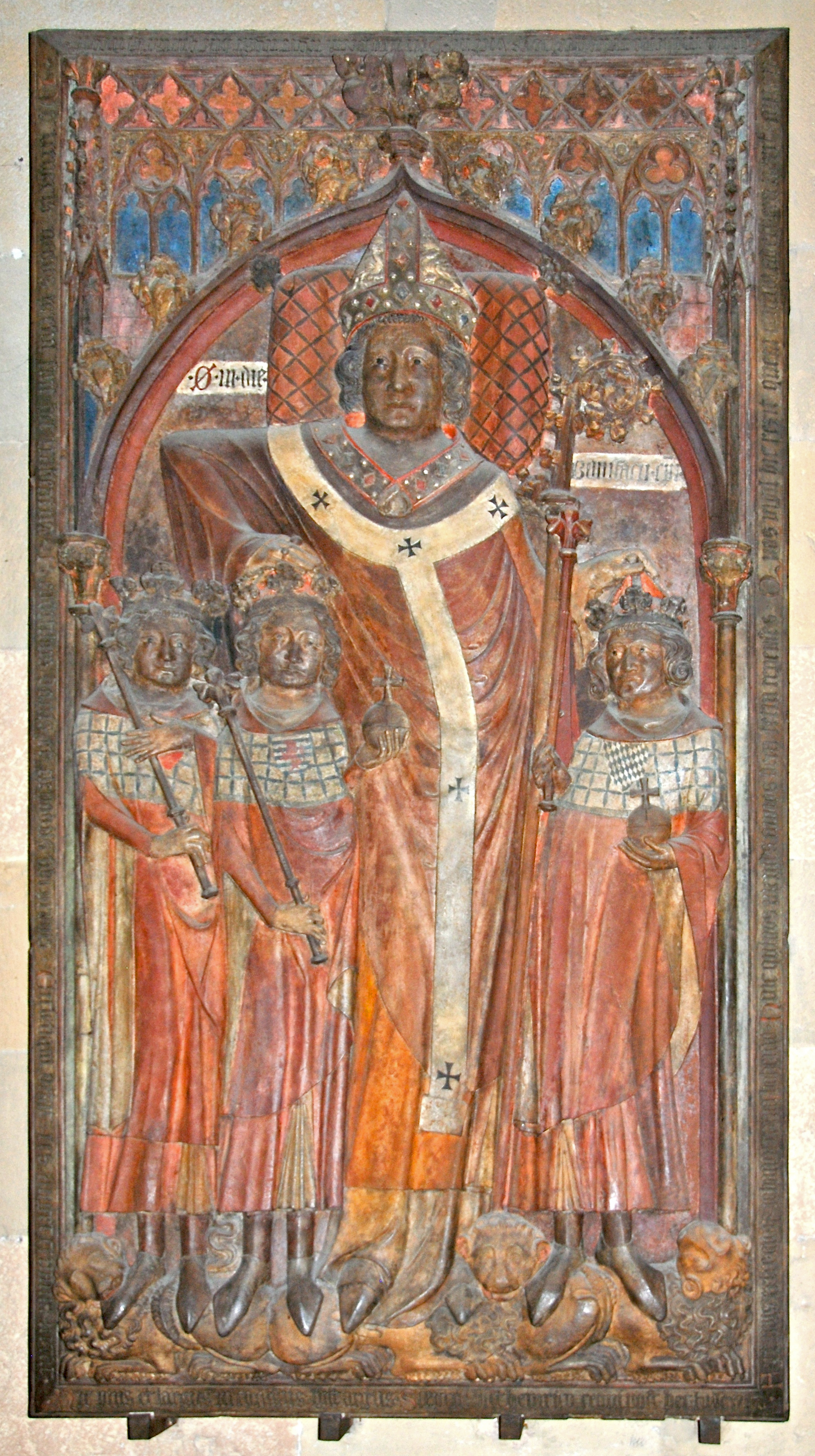
Erzbischof Peter von Aspelt, Grabmal im Dom zu Mainz. Der Kirchenfürst ist in voller Amtstracht dargestellt. Über dem damals noch glockenförmigen Messgewand, der Kasel, trägt er als Zeichen seiner erzbischöflichen Würde das kreuzgeschmückte weiße Pallium. Die drei Könige stellen die von ihm gekrönten Johann von Böhmen, Heinrich VII. und Ludwig den Bayern dar. Die Könige sind kleiner dargestellt, um den Erzbischof als Hauptperson herauszustellen. Die architektonische Umrahmung zeigt gotische Formen.

## Geschichte

### Territoriale Entwicklung
Die Grenzen des Kurfürstentums und des Erzbistums stimmten geographisch nicht überein. Im Kurfürstentum (dem Erzstift) war der Mainzer Erzbischof reichsunmittelbarer Fürst und damit weltlicher und geistlicher Herrscher zugleich, im Erzbistum dagegen lediglich geistlicher Oberhirte.
Das Erzbistum Mainz war ein zusammenhängendes Gebiet, das vom Hunsrück über den nördlichen Odenwald, den Vogelsberg bis nach Einbeck und an die Saale reichte. Zudem stand dem Mainzer Erzbischof in seiner Eigenschaft als Metropolit die Aufsicht über die Mainzer Kirchenprovinz zu. Zu ihr gehörten im Hochmittelalter die Suffraganbistümer Worms, Speyer, Konstanz, Straßburg, Augsburg, Chur, Würzburg, Eichstätt, Paderborn und Hildesheim.
Das Kurfürstentum Mainz dagegen war stark zersplittert und umfasste nach dem Stand von 1787
1. das Untere Erzstift, wozu Mainz, einige Orte südlich der Stadt, der Rheingau, die Gegend um Bingen, das Amt Oberlahnstein und ein langer Gebietsstreifen nordöstlich von Mainz, der sich von Höchst am Main in den Taunus hinein bis hin zur Burg Königstein erstreckte, gehörten und
2. das Obere Erzstift, ein Gebiet von Seligenstadt im Norden über die Bergstraße und den Odenwald bis Heppenheim, Walldürn und Buchen im Süden, zweigeteilt durch den Main, mit der Verwaltungshauptstadt Aschaffenburg.

Dazu kamen noch einige hessische Ämter wie Amöneburg und Fritzlar, der Erfurter Staat, der Eichsfelder Staat sowie Anteile an den Grafschaften Rieneck (im fränkischen Kreis), Königstein (im oberrheinischen Kreis), Gleichen und an der Niederen Grafschaft Kranichfeld.
Die Fläche des Kurfürstentums betrug insgesamt 6150 km², nach anderen Angaben auch 8260 km², je nach Umrechnungsschlüssel der 170 Quadratmeilen, die für das Territorium allgemein angegeben werden. Die Einwohnerzahl betrug im 18. Jahrhundert rund 350.000; in der Stadt Mainz selbst lebten damals 30.000 Menschen.

### Historische Grundzüge
Das Mainzer Erzbistum wurde 780/81 endgültig begründet. Bis zum 13. Jahrhundert war seine Entwicklung gekennzeichnet durch den stetigen Aufstieg der Mainzer Erzbischöfe zu den ersten geistlichen und weltlichen Reichsfürsten.
Das Spätmittelalter war die Phase der Territorialisierung beziehungsweise des Ausbaus der Besitzungen des Kurstaates und des Erzbistums. Dieser endete erst 1462 mit dem Zusammenbruch in der Mainzer Stiftsfehde.
In der Zeit der Reformation erlitt Mainz die schwersten territorialen Verluste, die es während der Gegenreformation (als Mitglied in der katholischen Liga) und des Dreißigjährigen Krieges nur geringfügig wieder ausgleichen konnte.
Vom Westfälischen Frieden bis zur Säkularisation 1803 veränderte sich der Kurstaat in territorialer Hinsicht nur gering. Es kam zur Erstarrung und damit auch zum endgültigen Verlust seiner früheren reichspolitischen Bedeutung.

### Hexenprozesse in Kurmainz
Mainz gehörte nicht zu den Gebieten erster Hexenprozesse im 15. Jahrhundert, auch ignorierte Erzbischof Berthold von Henneberg wie viele andere die von Papst Innozenz VIII. 1484 in der päpstlichen Bulle Summis desiderantes affectibus geforderte Unterstützung der Inquisitoren Heinrich Institoris und Jakob Sprenger zur Inhaftierung und Bestrafung (nicht Verbrennung) von Hexen. Jedoch gab es in der Folge durch das 16. Jahrhundert hindurch immer wieder Verleumdungsklagen, die vereinzelt zu Prozessen mit unterschiedlichem Ausgang führten.
Das änderte sich ab 1594, als unter Duldung der Erzbischöfe Johann Adam von Bicken und seines Nachfolgers Johann Schweikhard von Cronberg insbesondere im Oberstift (den kurmainzischen Gebieten um Aschaffenburg) eine große Zahl von Hexenprozessen mit über 1000 Hinrichtungen stattfanden. Dies waren 650 Hinrichtungen unter Johann Adam von Bicken in den Jahren 1601 bis 1604 und 361 Hinrichtungen unter Johann Schweikhard von Cronberg bis 1626. Unter dem nächsten Fürstbischof Georg Friedrich von Greiffenclau wurden von 1626 bis 1629 noch 768 weitere Menschen wegen Hexerei hingerichtet. Von 1604 bis 1629 sind für das Erzstift Mainz Dokumente zum Tod von 1779 Menschen als Opfer der Hexenverfolgungen erhalten geblieben. Zwei der Opfer waren in Aschaffenburg die Karpfenwirtin Margarethe Rücker und die Kreuzschneiderin Elisabeth Strauß, die am 19. Dezember 1611 enthauptet und verbrannt wurden. In Flörsheim wurden 1617 drei Geschwister im Jugendalter wegen angeblicher Hexerei hingerichtet: Johann Schad, Margreth Schad und Ela Schad.
Erzbischof Johann Philipp von Schönborn brach als einer der ersten deutschen Reichsfürsten in der Mitte des 17. Jahrhunderts den Hexenwahn, indem er die vereinzelt noch stattfindenden Hexenprozesse durch Verordnungen erschwerte und schließlich verbot.
Ähnlich massive Hexenverfolgungen wie im Erzstift Mainz zwischen 1594 und 1618 lassen sich in Süddeutschland nur in den Hexenprozessserien der Hochstifte Bamberg und Würzburg sowie in Eichstätt und Ellwangen nachweisen.

### Die letzten Mainzer Kurfürsten im 18. Jahrhundert

#### Franz Ludwig von Pfalz-Neuburg (1729–1732)
Da der Koadjutor Franz Ludwig von Pfalz-Neuburg nur drei Jahre als Kurfürst regierte, lässt sich seine Politik schwer charakterisieren. Er zehrte im Wesentlichen von der Arbeit seines Vorgängers Lothar Franz von Schönborn. Besonders zu erwähnen sind hier nur Reformen zur Verbesserung der Priester- und Richterausbildung. Mit dem Domkapitel gab es keine Konflikte, da es die Wahlkapitulation vorher mit ihm abgesprochen und die Einhaltung somit sichergestellt hatte.

#### Philipp Karl von Eltz-Kempenich (1732–1743)
Philipp Karl von Eltz war Domkantor in Mainz und wurde 1732 mit kaiserlicher Empfehlung zum Kurfürsten gewählt. Er verfolgte einen traditionell habsburgischen Kurs und hatte sich sehr für die Anerkennung der Pragmatischen Sanktion eingesetzt, die in Österreich die Erbfolge regelte. Erst als er 1742 durch seine Stimme die Wahl des bayerischen Kurfürsten Karl Albrecht zum deutschen Kaiser entschied, verschlechterte sich das Verhältnis zu Österreich. Philipp Karl hatte zwei Jahre lang das Collegium Germanicum in Rom besucht und besaß dadurch eine wesentlich bessere geistliche Ausbildung als andere Kurfürsten. Dies zeigte sich vor allem darin, dass er seine geistlichen Pflichten intensiver wahrnahm. Auch in weltlichen Angelegenheiten konnte er eine zwanzigjährige Erfahrung als Regierungspräsident vorweisen. Hervorzuheben ist hier speziell der Abbau der Schuldenlasten des Kurstaates.

#### Johann Friedrich Karl von Ostein (1743–1763)
Mit Johann Friedrich Karl von Ostein begann in Mainz die Zeit des aufgeklärten Absolutismus. In der Praxis war jedoch nicht er der Herrscher im Kurfürstentum, sondern sein Kanzler Anton Heinrich Friedrich von Stadion, der schon unter den beiden Vorgängern Johann Friedrichs hohe Ämter innegehabt hatte. Stadion war beeinflusst von der französischen Aufklärung, was sich in seinen Reformen niederschlug.
Er wollte das Kurfürstentum auf den gleichen Stand mit den weltlichen Staaten des Reiches bringen. Dazu konzentrierte er sich vor allem auf die Wirtschaft, die sehr unter den französischen Militäroperationen im Rheinland 1740–1748 gelitten hatte. Zur Belebung des Handels gründete er 1746 den Mainzer Handelsstand, kümmerte sich um den Ausbau der Hauptverkehrsstraßen, den Bau neuer Warenhäuser, die Einrichtung eines dauernden Weinmarktes und zweier jährlich stattfindender Messen sowie um die Verbesserung des Geldverkehrs. Das Handelszentrum begann sich wieder von Frankfurt nach Mainz zu verlagern.
Auch die Kirche blieb von Reformen nicht verschont. 1746 wurde ein Tilgungsgesetz erlassen, durch das verhindert werden sollte, dass weltlicher Grundbesitz in kirchliche Hände überging. Dazu wurde die Rückführung von kirchlichem Besitz in weltliche Hände gefördert.
Weitere politische Maßnahmen während der Regierungszeit Johann Friedrichs und seines Kanzlers waren die Verbesserung der elementaren Schulausbildung und des sozialen Systems sowie die Schaffung eines einheitlichen kurmainzischen Landrechts (1756).

#### Emmerich Josef Freiherr von Breidbach zu Bürresheim (1763–1774)
Emmerich Josef von Breidbach-Bürresheim war der bedeutendste Mainzer Kurfürst des 18. Jahrhunderts. Unter seiner Herrschaft wurden die Prinzipien der Aufklärung in allen Bereichen konsequent gesetzt. Während er in der Wirtschaft die merkantilistische Politik seines Vorgängers nur fortsetzte, es gab keine fundamentalen Wirtschaftsreformen, konzentrierte er sich umso mehr auf die Reformierung des Bildungswesens. Er bemühte sich vor allem um die Verringerung des klerikalen Einflusses, insbesondere der Jesuiten, die Universitäten und Gymnasien beherrschten. Dies gelang aber erst mit der totalen Auflösung des Jesuitenordens durch Papst Clemens XIV. im Jahre 1773.
Um den Gymnasien und Universitäten eine finanzielle Basis zu verschaffen, ordnete Emmerich Josef die Aufhebung von Klöstern, Beschlagnahmung ihres Besitzes und die Einschränkung sämtlicher Privilegien an. Dies führte 1771 zum Streit mit dem Domkapitel, das seinerseits den Verlust von Besitz und Privilegien fürchtete, aber sich letztlich dem Kurfürsten beugen musste. Diese Maßnahmen dienten der Verbesserung der Lehrerausbildung sowie der Einrichtung neuer Fächer, vor allem naturwissenschaftlicher und praktischer, damit die Kinder nicht mehr nur zu aufrichtigen Christen, sondern auch zu nützlichen Bürgern erzogen werden sollten, wobei letzteres im Vordergrund stand.
Zusammen mit den anderen beiden rheinischen Erzbischöfen versuchte Emmerich Josef zwischen 1768 und 1770 den Einfluss des Papstes auf Angelegenheiten seines Erzbistums zu reduzieren. Dieser Versuch scheiterte jedoch an der Uneinigkeit der Erzbischöfe, der fehlenden Unterstützung des Kaisers und der mangelnden Bereitschaft des Papstes, Konzessionen zu machen.
Insgesamt war unter der Regierung Emmerich Josefs wie schon unter seinem Vorgänger eine Verweltlichung der kurfürstlichen Politik zu beobachten sowie eine schärfere Trennung zwischen erzbischöflicher und seiner landesherrlicher Funktion.
Vonseiten der Untertanen, die noch traditionell mit der Kirche verbunden waren, aber auch vonseiten des Kapitels, das sich in seiner Stellung gemindert sah, mussten die Reformen als antiklerikales Vorgehen und als Bedrohung für die katholische Religion angesehen werden. Deshalb begann das Kapitel in der Zeit nach Emmerich Josefs Tod bis zur Wahl des neuen Kurfürsten, die Reformen rückgängig zu machen.

#### Friedrich Karl Joseph von Erthal (1774–1802)
Friedrich Karl Joseph von Erthal war in früherer Zeit Führer der Konservativen und vom Kapitel in der Absicht gewählt worden, den gerade begonnenen reaktionären Kurs fortzusetzen. Kaum zum Kurfürsten erhoben, kehrte Friedrich Karl jedoch zum aufgeklärten Absolutismus seiner Vorgänger zurück. Er führte Reformen im Schulwesen durch, reorganisierte die Universitäten durch Einführung neuer Fächer, säkularisierte zur Finanzierung klösterlichen Besitz, um neben nützlichen Bürgern auch ein effizientes Beamtentum heranzuziehen. Auch Protestanten und Juden waren jetzt zum Studium zugelassen.
Der Protest des Kapitels war nicht mehr so energisch wie früher, da inzwischen dort auch jüngere Leute vertreten waren, die mit den Prinzipien der Aufklärung vertraut waren. Weitere Reformen aus der Zeit Karl Friedrichs waren die Kirchenreform, das heißt die Abschaffung überkommener Zeremonien, Einschränkung der Wallfahrten, Einführung der deutschen Sprache in bestimmten Messen, eine Verbesserung der Priesterausbildung, Anordnung zur Aufhebung der Leibeigenschaft und Verbesserung der Landwirtschaft sowie soziale Maßnahmen.
Der Staat versuchte also, in alle Bereiche der Gesellschaft endgültig einzudringen und dort die Initiative zu ergreifen. Abgesehen vom Widerstand des Kapitels und des Volkes, denen die Reformen zu weit gingen, war auch das bürokratische System überfordert. Es gab Schwierigkeiten bei der praktischen Umsetzung der Reformen, die zum Teil daran scheiterten, dass die Verwaltung die Verordnungen nicht ausführen konnte.

### Das Ende des Kurfürstentums und Erzbistums
Im Jahre 1790 kam es in Mainz zum sogenannten Mainzer Knotenaufstand, bei dem von Studenten provozierte Handwerker Organe der Universität angriffen und von der Obrigkeit die Wiederherstellung der alten Zunftfreiheiten forderten, sowie zum Zuzug zahlreicher französischer Emigranten infolge der Revolution von 1789. Nach Beginn des Ersten Koalitionskriegs (1792–1797) flohen Kurfürst und Domkapitel 1792 nach Aschaffenburg, die Stadt Mainz wurde durch Frankreich besetzt. Nach dem Zwischenspiel der Mainzer Republik (1793) wurde das gesamte Linke Rheinufer 1794 besetzt. Nach einer im Frieden von Campo Formio (1797) vereinbarten „Zusatzkonvention“ sollten in einer späteren Vereinbarung die linksrheinischen Gebiete an Frankreich abgetreten werden. Die Eingliederung erfolgte 1798, die verbindliche Abtretung erst 1801 im Frieden von Lunéville.
Im rechtsrheinischen Teil des Erzstifts übernahm von 1802 bis 1803 der 1787 zum Koadjutor gewählte Karl Theodor von Dalberg die Regierung, nachdem Friedrich Karl resigniert hatte. Das Domkapitel bestand zwar noch weiter, hatte aber keinen politischen Einfluss mehr. Das infolge des Konkordates von 1801 neu festgelegte linksrheinische Bistum Mainz wurde dem Bischof Joseph Ludwig Colmar übergeben.
Die weltliche Herrschaft über die rechtsrheinischen Territorien von Kurmainz endete mit dem Reichsdeputationshauptschluss im Jahr 1803. Der Titel Fürst(erz)bischof sowie die damit verbundenen weltlichen Würdezeichen (wie Fürstenhut und -mantel) wurden 1951 durch Papst Pius XII. abgeschafft.
Rechtsrheinische Territorien gingen 1803 mit dem Reichsdeputationshauptschluss an das Fürstentum Nassau-Usingen, die Landgrafschaft Hessen-Darmstadt und an das Fürstentum Aschaffenburg. Letztere kamen 1806, nach der Unterzeichnung der Rheinbundakte, zum Staat des Fürstprimas, 1810, nach einem Staatsvertrag mit Napoleon I., zum Großherzogtum Frankfurt und 1815 auf dem Wiener Kongress zum Königreich Bayern. Die Stadt Mainz und weitere linksrheinische Gebiete kamen 1816 in Folge der Beschlüsse des Wiener Kongresses als Provinz Rheinhessen ebenfalls zum Großherzogtum Hessen.

## Zentrale Instanzen des Kurstaats

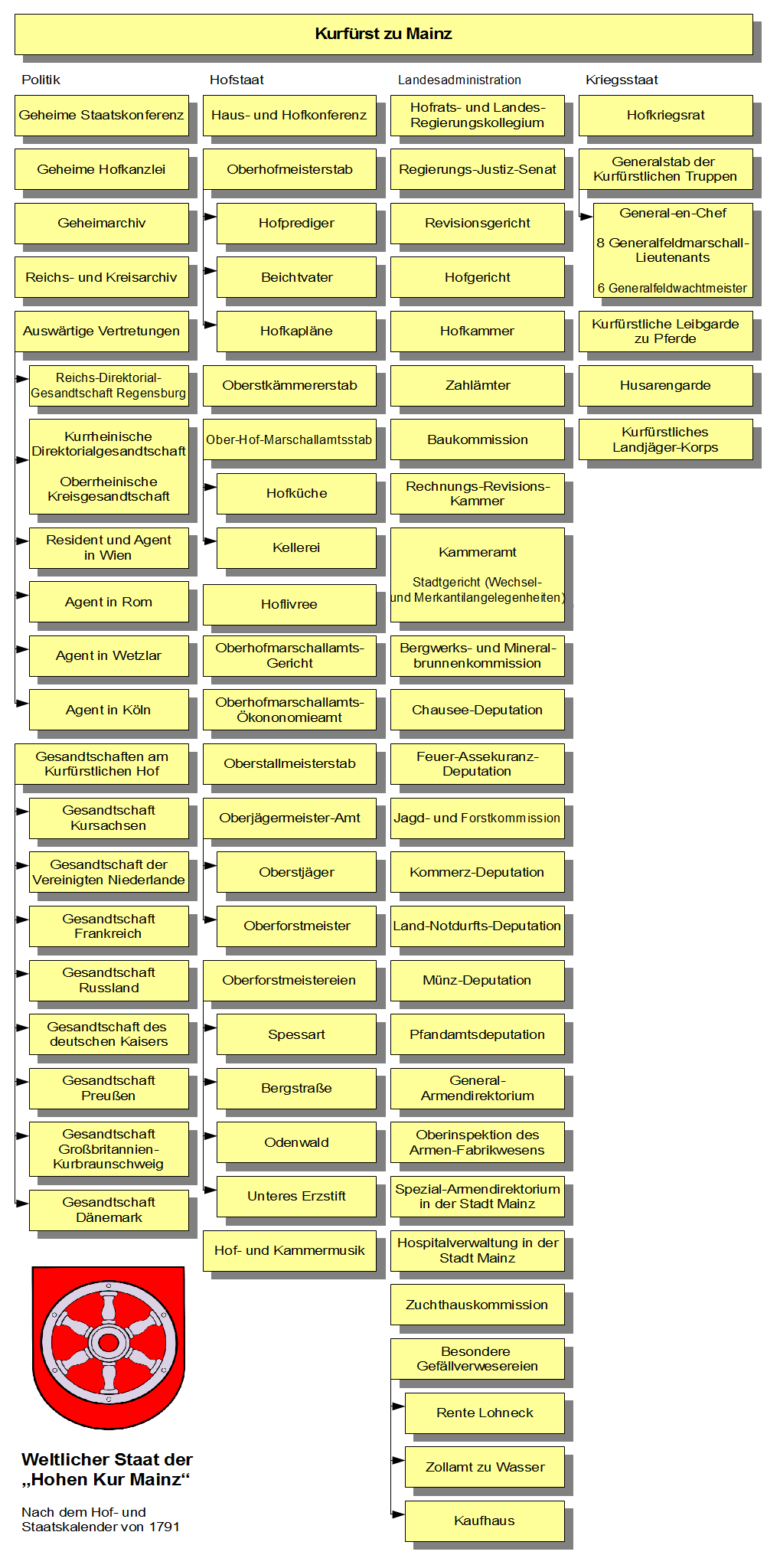
Organisation des weltlichen Staats 1791

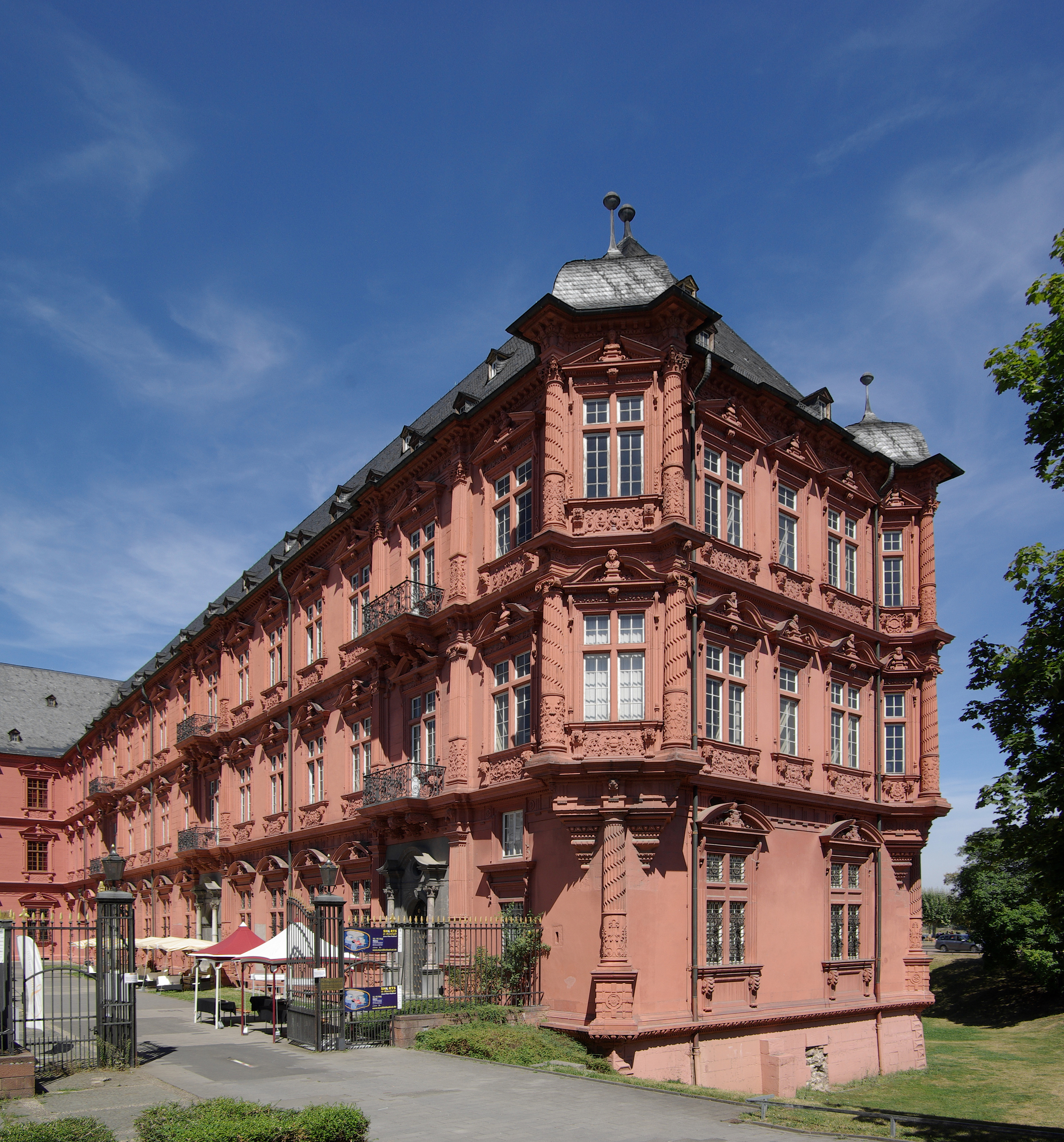
Kurfürstliches Schloss Mainz

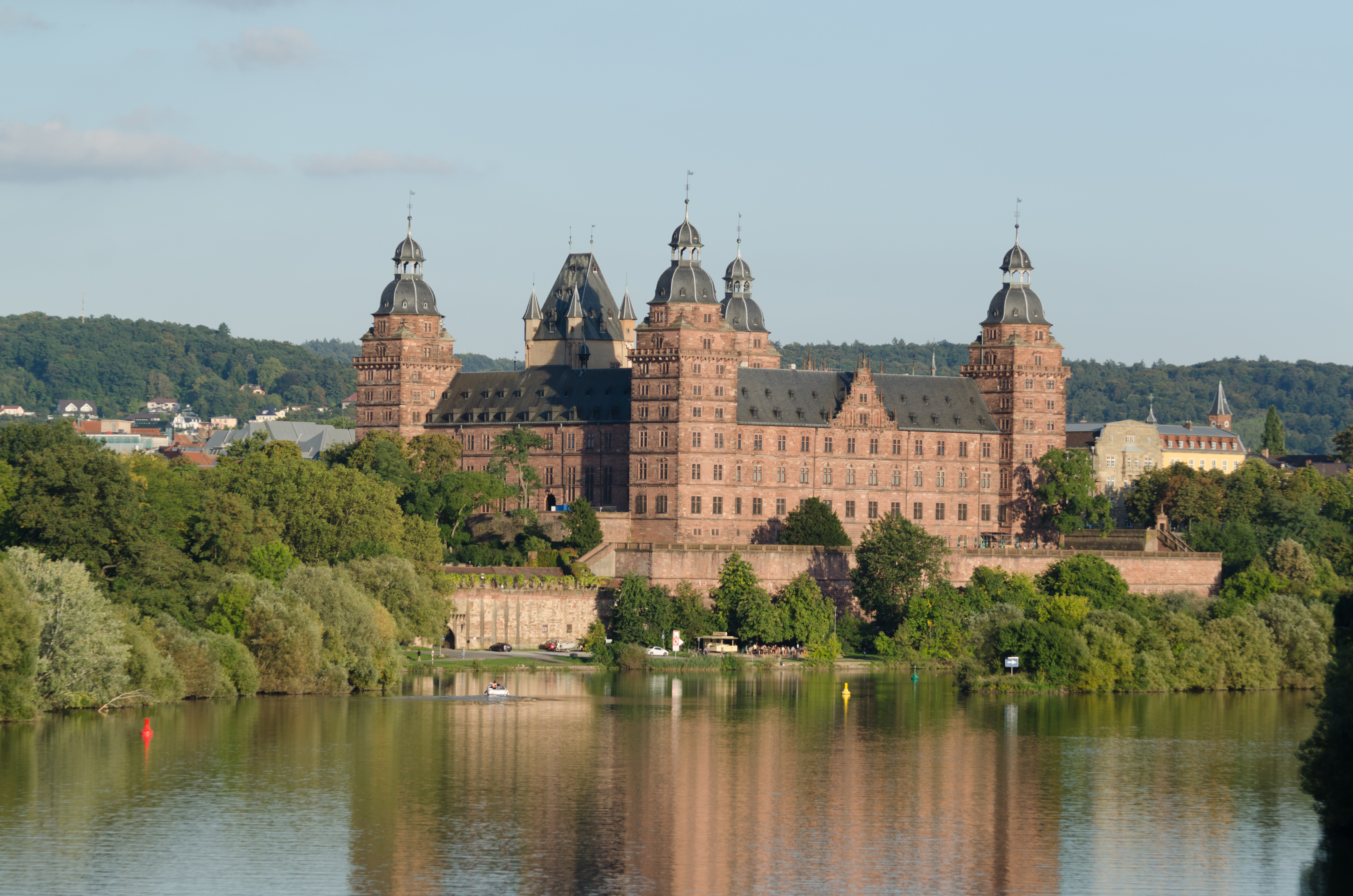
Kurmainzisches Schloss Johannisburg in Aschaffenburg

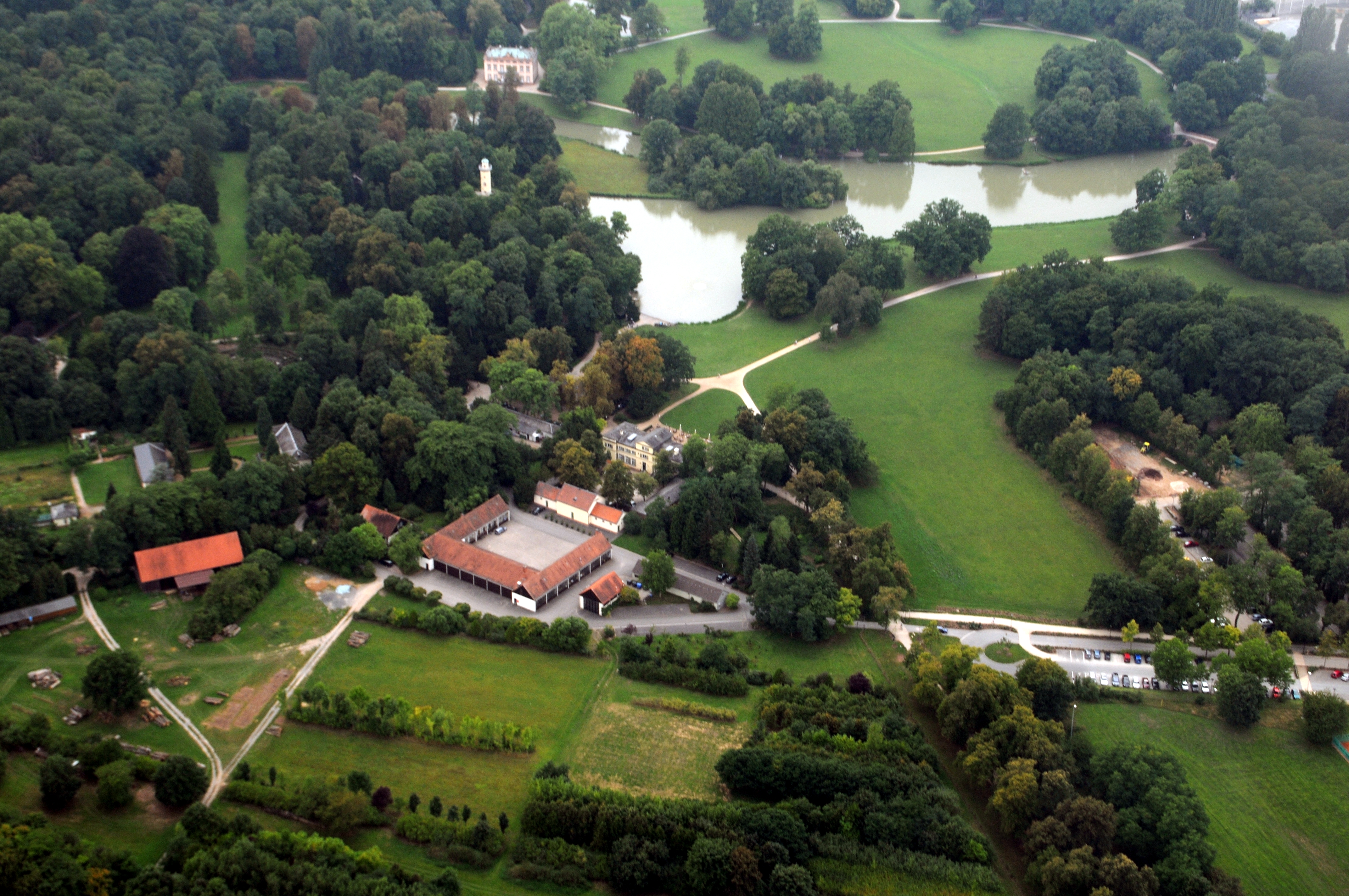
Sommerresidenz Schloss Schönbusch

### Kurfürst
Neben seinen Funktionen im Mainzer Kurfürstentum und Erzbistum kam dem Kurfürsten noch eine herausgehobene Stellung im Römischen Reich zu. Er war Vorsitzender des Kurfürstenkollegiums, das heißt, er berief die sechs anderen Kurfürsten zur Wahl des neuen Königs nach Frankfurt am Main ein. Dort hatte er den Vorsitz bei der Wahl des Königs und den Beratungen über die Wahlkapitulation. Auch nahm er die Weihe und Salbung des neuen Königs vor. Darüber hinaus war der Mainzer Kurfürst Erzkanzler und Kopf der Reichskanzlei, formal auch wichtigster Mann im Reichstag. Er übte die Kontrolle über das Reichstagsarchiv aus und hatte eine besondere Position beim Reichshofrat und Reichskammergericht inne. Als kreisausschreibender Fürst und Direktor oblag ihm die Leitung des kurfürstlich-rheinischen Kreises. Die meisten dieser Funktionen jedoch hatten eher repräsentativen Charakter, als dass sie dem Kurfürsten politisches Gewicht verliehen.

### Domkapitel
Das Mainzer Domkapitel hatte 24 Pfründen und ein eigenes Herrschaftsgebiet, das direkt dem Kaiser unterstellt war und für das es dem Kurfürsten nicht verantwortlich war. Das Gebiet schloss große Ländereien ein, unter anderem die Stadt Bingen und sieben weitere bedeutende Ortschaften. Darüber hinaus hatte das Kapitel Ländereien im Kurfürstentum selbst und in anderen Fürstentümern. Diese Besitzungen sicherten dem Domkapitel große Einkünfte, die schätzungsweise ein Fünftel des Gesamteinkommens des Mainzer Erzstifts ausmachten.
Die Mitglieder des Kapitels hatten zum Teil weitere Einkünfte, die sich daraus ergaben, dass sie in anderen Kapiteln oder Kollegiatstiften saßen oder weltliche Ämter im Kurfürstentum innehatten, die für sie reserviert waren.
Beherrscht wurde das Domkapitel von den Reichsrittern. Seine Mitglieder mussten einem der drei Reichsritterkreise, das heißt dem fränkischen, schwäbischen oder rheinischen, angehören und nachweisen, dass ihre 16 Ururgroßeltern alle deutschen ritterlichen Ursprungs waren. Die Lücken im Domkapitel wurden gefüllt durch Kooptation, das heißt Ernennung der Anwärter durch Kanoniker und Kurfürst. In der Praxis führte dieses Verfahren dazu, dass immer wieder Verwandte ernannt wurden und das Kapitel von einer kleinen Gruppe von Familien beherrscht wurde. Die Hauptaufgabe des Domkapitels war die Wahl des Erzbischofs und Kurfürsten sowie beim Tode eines Kurfürsten die Verwaltung des Kurstaates bis zur Wahl eines neuen. Sein Einfluss wurde hauptsächlich durch die Wahlkapitulationen gesichert, in denen jeweils alte und neue Privilegien des Domkapitels festgelegt wurden, auf die der jeweilige Kurfürst bei seinem Regierungsantritt dann vereidigt wurde.

### Hofrat
Der Hofrat war das zentrale Verwaltungsorgan des Kurstaats. Die Ursprünge des Hofrates sind nicht geklärt. Bis zur Amtszeit Albrechts von Brandenburg (1514–1545) gab es keinen Hofrat mit geregelter Geschäftsordnung. Die Verwaltung spielte sich damals im Rahmen des Hofes ab. Kurfürst Jakob von Liebenstein (1504–1508) erließ um 1505 die erste bekannte Hofordnung. Wahlkapitulationen belegen, dass ein Ratskollegium bereits 1459 bestanden haben muss. Es war jedoch ungeordnet und ohne bestimmte Teilnehmer.
1522 richtete Kurfürst Albrecht einen beständigen bzw. geordneten Rat ein und gab dem Ratskollegium so eine feste Form. Es bestand aus 13 Mitgliedern, von denen 9 durch den Kurfürsten ernannt wurden, nämlich Hofmeister, Kanzler, Marschall, die beiden zu entsendenden Mitglieder des Domkapitels, zwei Rechtsgelehrte und zwei Vertreter des Adels. Die übrigen vier wurden von Prälaten und Adel unterer und oberer Landschaft entsandt.
1541 folgte eine neue Ordnung für Rat und Kanzlei, die auch die Kompetenzen zwischen Lokalverwaltung und Zentralverwaltung regelte. Diese Ordnung wurde für die spätere Entwicklung des Gremiums maßgeblich. Der Rat war demnach sowohl zentrale Verwaltungsbehörde als auch Gericht, da er über Appellationen gegen Urteile der Burggerichte entschied oder als Urteilsinstanz bei schwierigen Prozessen auftrat. Außerdem erteilte der Rat Ratschläge in Kriminalsachen.
Wichtigstes Amt im Rat war das des Hofmeisters. Der Hofmeister hatte die Aufsicht über das Finanzwesen und die Lokalverwaltung, zudem führte er die diplomatischen Verhandlungen. Mit der Zeit ging die Führung der Tagesgeschäfte jedoch bezüglich des fürstlichen Haushalts auf den Haushofmeister und bezüglich der Regierungsangelegenheiten auf den Kanzler über.
Der Kanzler war in der Regel ein Jurist bürgerlicher Herkunft, und obwohl die Wahlkapitulationen bis 1675 vorsahen, dass das Amt mit einem Geistlichen besetzt werde, waren die Kanzler ab der Mitte des 16. Jahrhunderts vorwiegend Laien.
Das Kollegium setzte sich aus adligen und gelehrten Räten zusammen, ihre Amtszeit war im 16. Jahrhundert noch auf sechs Jahre begrenzt. Die gelehrten Räte nahmen die tägliche Hofratsarbeit wahr und besaßen gegenüber den adligen Räten ein höheres Gewicht, da diese nur fallweise zu bestimmten Aufgaben herangezogen wurden. Einen festen Sitz hatte der Rat nicht, er folgte jeweils dem Hof und tagte somit in Mainz genauso wie im Schloss Johannisburg in Aschaffenburg. Zu Beginn des 17. Jahrhunderts veränderte sich die personelle Struktur. Zum Hofmeister und zum Marschall, die bis dahin das Präsidium gebildet hatten, kamen 1609 der Direktor in judicialibus (der für die Prozesse des Erzstifts verantwortlich war) und der Hofpräsident (ab 1693 Hofratspräsident) hinzu.
Der Dreißigjährige Krieg hemmte eine Fortentwicklung der Verwaltung und somit auch des Hofrates. Erst ab 1674 kam es wieder zu Umgestaltungen des Gremiums, darunter die Schaffung des Amts des Kanzleidirektors, der den Kanzler zu entlasten hatte. Die übrigen Neuerungen waren zum größeren Teil experimenteller Natur. Dazu gehörte die Errichtung einer Kriegskonferenz 1690, die 1780 als Hofkriegsrat in den Rang einer eigenständigen Behörde erhoben wurde, was jedoch angesichts der kleinen Militärmacht des Kurstaats eher aus Prestigegründen geschah.
Bedeutend war aber die Entwicklung auf dem Gebiet der Kriminalgerichtsbarkeit. Ab dem Ende des 17. Jahrhunderts zog der Hofrat schrittweise die Kriminalprozesse an sich. 1776 entstand ein eigener Kriminalsenat. Da gleichzeitig noch ein Regierungsjustizsenat als Disziplinargerichtshof für Beamtenschaft und Schiedsgericht gegründet wurde, blieb dem Hofrat selbst danach nur die Verwaltungsgerichtsbarkeit.
Seit dem 17. Jahrhundert wurden die Ratsmitglieder auf Lebenszeit ernannt, konnten jedoch – mit Ausnahme des durch Wahlkapitulationen abgesicherten Hof(rats)präsidenten – vom Kurfürsten entlassen werden. Der Hofratspräsident verdrängte im 18. Jahrhundert den Hofmeister aus der Leitung des Hofrats. Dieser gehörte dem Rat zwar noch bis 1774 an, trat aber nur noch bei zeremoniellen Anlässen auf und verlegte seine Arbeit ansonsten in die Geheime Staatskonferenz. Der Marschall verschwand gänzlich aus der Verwaltung.
1771 gab es 31 adlige und 28 gelehrte Hofräte, 1790 insgesamt noch 49 Mitglieder.

### Geheimer Rat, Kabinettskonferenz und Geheime Staatskonferenz
Das Gremium des Geheimen Rats hatte ursprünglich den Charakter einer privaten Zusammenkunft abseits offizieller Einrichtungen. Es diente dem Kurfürsten zur Besprechung von mehr oder weniger geheimen Angelegenheiten im Kreise weniger Vertrauter, zu dem einige Räte und hohe Hofbeamte zählten. Schon Kurfürst Albrecht von Brandenburg hatte sich in der Neuauflage der Hofratsordnung von 1451 offengehalten, Mitglieder des Hofrats zu vertraulichen Beratungen heranzuziehen. Entsprechend dieser Praxis ist über die Arbeit der Geheimen Räte in dieser Zeit nicht viel bekannt.
Die änderte sich erst mit der zunehmenden Verwicklung in die große Politik im 17. Jahrhundert. Der Geheime Rat tagte in den 1640er Jahren regelmäßig und hatte ein eigenes Aufgabengebiet, welches vorrangig Fragen der Außenpolitik beinhaltete. Die Organisation ähnelte der des Hofrates.
Nach dem Tod Johann Philipps von Schönborn 1673 verlor der Geheime Rat erneut an Bedeutung. In den 1730er Jahren wurden jedoch wieder Konferenzminister (Konferentialminister) ernannt, die 1754 unter dem Vorsitz des Kurfürsten als Geheime Kabinettskonferenz zu einer festen Einrichtung wurden und seit 1766 offiziell in den Hof- und Staatskalendern erschienen. 1774 löste Friedrich Karl Joseph von Erthal das Gremium wieder auf, gründete es jedoch bereits ein Jahr später als Geheime Staatskonferenz neu. Sie bestand aus dem Staats- und Konferenzminister sowie fünf Referendaren, von denen zwei den Titel Geheimer Staatsrat trugen. 1781 kam noch ein Referent für geistliche Angelegenheiten hinzu. Das Gremium übte auf den Kurfürsten erheblichen Einfluss aus. Ab 1790 gab es vier Staats- und Konferenzminister, was die Staatskonferenz gemessen an der tatsächlichen Bedeutung des Kurstaats überdimensioniert erscheinen lässt. Sie war somit ein Beispiel dafür, dass bei der Ausformung der Behörden und Gremien des Kurstaats immer auch der Geltungsdrang des Kurfürsten miteinfloss.

### Hofkammer
Seit wann im Erzstift eine zentrale Kameralverwaltung existiert hat, ist nicht geklärt. Vor dem 16. Jahrhundert existierte nur das Amt des Kammerschreibers als niedere Charge. Die Reform Albrechts von Brandenburg 1522 bestimmte, dass der Hofrat die Finanzverwaltung zu übernehmen hatte. Diese Regelung hatte allerdings nur kurze Zeit Bestand. Noch im 16. Jahrhundert wurde die Besorgung der Finanzen wieder allein dem Kammerschreiber übertragen, der die Rechen- bzw. Rentkammer leitete, die später als Hofkammer bezeichnet wurde. Hauptaufgabe war die Aufsicht über die erzstiftischen Domänen sowie die Einkünfte aus Zollstellen und Kellereien.
Zwischen 1619 und 1625 wurde die Hofkammer zu einer Kollegialbehörde umgebaut, mit einem dem Domkapitel zu entnehmenden Kammerpräsidenten an der Spitze. Der Kammerschreiber führte ab 1667 den Titel Kammerdirektor und war für die Führung der Geschäfte verantwortlich, der Kammerpräsident repräsentierte nur. Das Gremium bestand aus vier bis fünf, bis 1740 aus zwölf Hofkammerräten. Der Zuständigkeitsbereich erstreckte sich neben den ursprünglichen Gebieten auch auf die Beteiligung an der Leitung der staatlichen Manufakturen, Bergwerke und Salinen. Der Einfluss auf das Jagd- und Forstwesen wurde ihr von Kurfürst Johann Philipp von Schönborn kurzzeitig entzogen. Das ebenfalls in den Zuständigkeitsbereich der Kammer fallende Militärwesen erhielt 1690 mit der Errichtung der Kriegskonferenz eine eigene Administration, die jedoch zunächst noch von der Hofkammer abhängig war.
Im 18. Jahrhundert wurde schließlich ein Revisionswesen eingeführt, die Rechnungsrevision bzw. Rechnungsdeputation. 1788 erhielt sie als Rechnungsrevisionskammer den Status einer selbstständigen Behörde. Eine Kassentrennung zwischen Hofbedarf und Landesverwaltung gab es bis zum Ende des Kurstaats nicht.
Mit Ausnahme der Leitungsfunktionen waren die Mitglieder der Hofkammer Bürgerliche. Trotz höherer Besoldung als im Hofrat waren die Ämter in der Hofkammer nicht begehrt. Ihr haftete die Herkunft als Subalternbehörde an, deren Mitglieder sich als einfache Leute nach oben gearbeitet hatten.

### Das Hofgericht
Die Entstehung des Hofgerichts ging ebenfalls auf die Reformtätigkeit Kurfürst Albrechts von Brandenburg zurück. Mängel im Gerichtswesen und Vorgaben der Reichskammergerichtsordnung von 1495 veranlassten ihn zur Aufstellung einer Hofgerichtsordnung, deren endgültige Fassung von 1516 am 21. Mai 1521 von Kaiser Karl V. bestätigt wurde. Sie galt für das ganze Erzstift mit Ausnahme des Eichsfeldes, für das eine Zwischeninstanz geschaffen wurde und der Stadt Erfurt, die sich zu diesem Zeitpunkt gerade gegen die erzbischöfliche Stadtherrschaft auflehnte. Erst 1664 erlangte die Hofgerichtsordnung dort Geltung.
Im Gegensatz zu Hofkammer und Hofrat folgte das Hofgericht nicht dem jeweiligen Aufenthaltsort des Hofes nach, sondern hatte seinen festen Sitz in Mainz. Es wurde sowohl in erster als auch in zweiter Instanz tätig. Die Zuständigkeit in erster Instanz umfasste Prozesse von besonderem Interesse für den Erzbischof, Prozesse des Adels, der Beamtenschaft und aller Personen mit eximiniertem Gerichtsstand, auch für Ausländer, die sich an das Gericht wandten. Kurfürst und Hofrat konnten des Weiteren alle Prozesse an das Hofgericht verweisen. Die Hauptaufgabe des Gerichts war jedoch die Funktion als Appellationsinstanz. Es entschied über alle Berufungen gegen von Untergerichten gefällte Urteile, selbst über solche, die von Juden in erster Instanz vor dem Rabbiner geführt wurden. Zudem judizierte das Gericht über Rechtsmissbrauch wie Rechtsverweigerung, -verschleppung oder richterliche Parteilichkeit. Nicht zuständig dagegen war das Gericht bei Prozessen von Geistlichen, Beamten und Bedienten des Hofes sowie von Personen, die innerhalb des Burgbanns wohnten. Für die Geistlichen war in erster Instanz das Vikariatsamt, in zweiter Instanz aus den Reihen der Domkapitulare bestellte Kommissare zuständig. Die Bedienten und Beamten am Hof hatten ihren Gerichtsstand in erster Instanz beim Oberhofmarschallamt als „höchstem Burggericht“ und in zweiter Instanz beim Hofrat. Im 17. Jahrhundert wurden dem Hofgericht auch die Handels- und Bauangelegenheiten entzogen. Die Kriminalgerichtsbarkeit fiel wie bereits erwähnt in die Zuständigkeit des Hofrats (ab 1776 in die des Kriminalsenats). Auch das Militär hatte eine eigene Gerichtsbarkeit.
Das Hofgericht wurde grundsätzlich nur mit Personal besetzt, das an keiner anderen Behörde tätig war. Lediglich das Amt des an der Spitze stehenden Hofrichters wurde mit anderen Ämtern wie dem des Vizedoms im Rheingau verbunden, so dass es zur Sinekure verkam. Seit dem ausgehenden 17. Jahrhundert wurde der Vorsitz daher von einem Hofgerichtspräsidenten ausgeübt, welches jedoch ab 1742 ebenfalls zur Sinekure wurde. Den Vorsitz übernahm nun einer der gelehrten Beisitzer am Gericht, der den Titel Hofgerichtsdirektor annahm. Ursprünglich hatte es zehn solcher Beisitzer gegeben, je fünf adlige und gelehrte, die alle ab 1662 den Hofräten im Rang gleichgestellt wurden. Die adeligen Beisitzer kamen jedoch im Laufe der Zeit ihren Verpflichtungen nicht mehr nach, weswegen die Arbeit des Gerichts im Wesentlichen von den bürgerlichen Hofgerichtsräten erledigt wurde. Das änderte sich erst, als das Gericht im 18. Jahrhundert zur Durchgangsstation zum Hofrat wurde. 1786 gab es 30 Beisitzer.
Ursprünglich war das Hofgericht ein so genannter Quartalsgerichtshof gewesen. Urteile verkündete der Gerichtshof also nur vier Mal im Jahr. Weil sich dies als unpraktisch herausstellte, wurden später zweimal wöchentlich Zwischenurteile veröffentlicht, die mit der regulären Sitzung am Quartalsende zu Endurteilen umgewandelt wurden. Erst 1662 kam es zu einem vierwöchigen Turnus, ab 1746 geschah die Verkündigung nach Gutdünken der Richter.
Über dem Hofgericht existierte lange Zeit kein drittinstanzliches Gericht. Revisionen wurden unter Vorbehalt der Rechte des Kurfürsten an das Reichskammergericht gerichtet. Erst 1662 wurde ein Revisionsgericht errichtet, damit entfiel auch die Möglichkeit einer Appellation an das Reichskammergericht. Der Gerichtsbetrieb des Revisionsgerichts kam jedoch bald schon wieder zum Erliegen, erst 1710 erhielt das Gericht eine eigene Ordnung. Die Mitglieder waren vor allem Angehörige des Hofrats, mit dem Kanzler oder Vizekanzler als Präsidenten. Erst 1776 erhielt es wieder einen eigenen Direktor. Besetzt war es mit sechs bis acht Richtern.

### Beamtentum
Die Beamten des Mainzer Staates wurden in patriarchalischer Art behandelt. Die höchsten Beamten wurden sehr hoch besoldet, die übrigen dagegen niedrig, was dazu führte, dass die Untertanen für die Inanspruchnahme der Behörden sehr hohe Gebühren errichten mussten, die den Beamten als Nebeneinnahmen dienten. So hatten die Beamten nicht nur das Staatsinteresse, sondern auch den eigenen Nutzen im Auge, worunter die Verwaltung zu leiden hatte. Das Domkapitel sicherte sich im Laufe der Entwicklung des Kurstaates mit Hilfe der Wahlkapitulationen hohe Posten und damit Einfluss auf die Verwaltung, so dass zumindest nichts ohne sein Wissen geschehen konnte. Insgesamt gesehen brachte der Verwaltungsapparat trotz einiger struktureller Mängel allein dem Kurfürsten Vorteile, der damit über ein Instrument verfügte, dem das Kapitel nichts Gleichwertiges entgegenzusetzen hatte.

### Armee
Der Kurstaat unterhielt seit dem Westfälischen Frieden auch ein stehendes Heer, das zur Verteidigung des Territoriums vorgehalten wurde. Hauptverteidigungspunkt bildete die Festung Mainz, die sukzessive zu einer der größten und wichtigsten Reichsfestungen ausgebaut wurde.

## Territorialinstanzen

### Vizedom-Amt

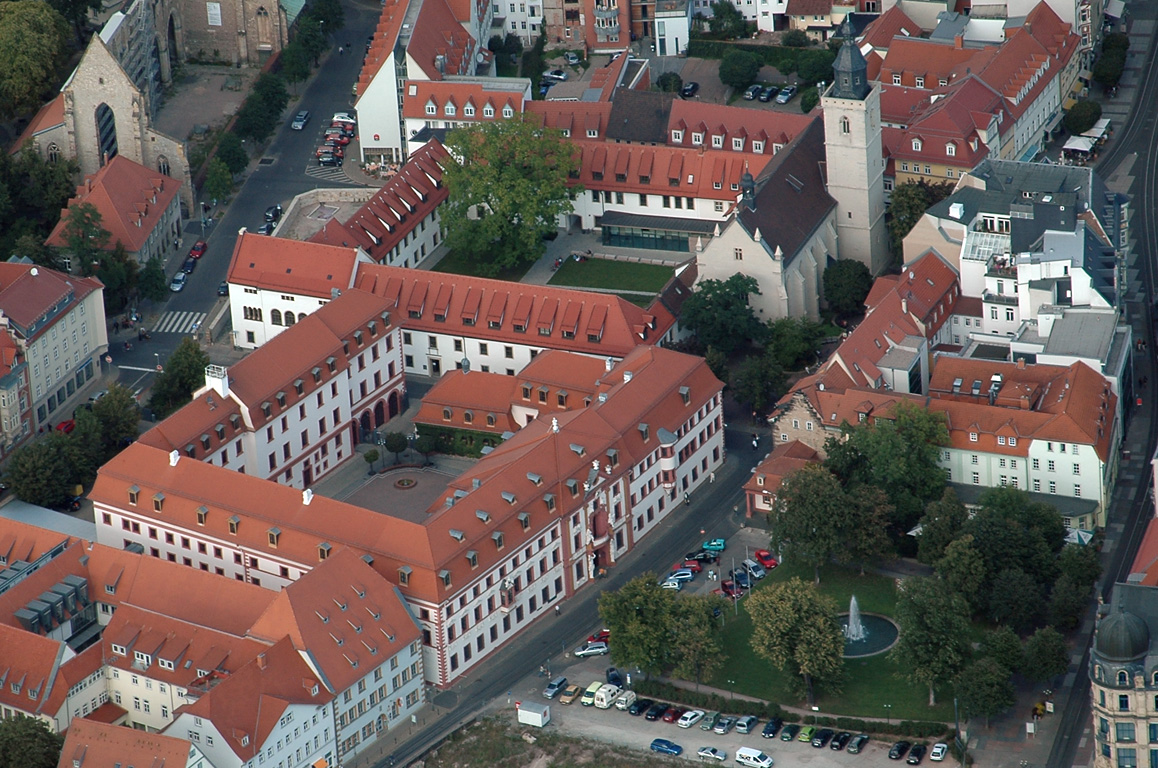
Die Kurmainzische Statthalterei in Erfurt

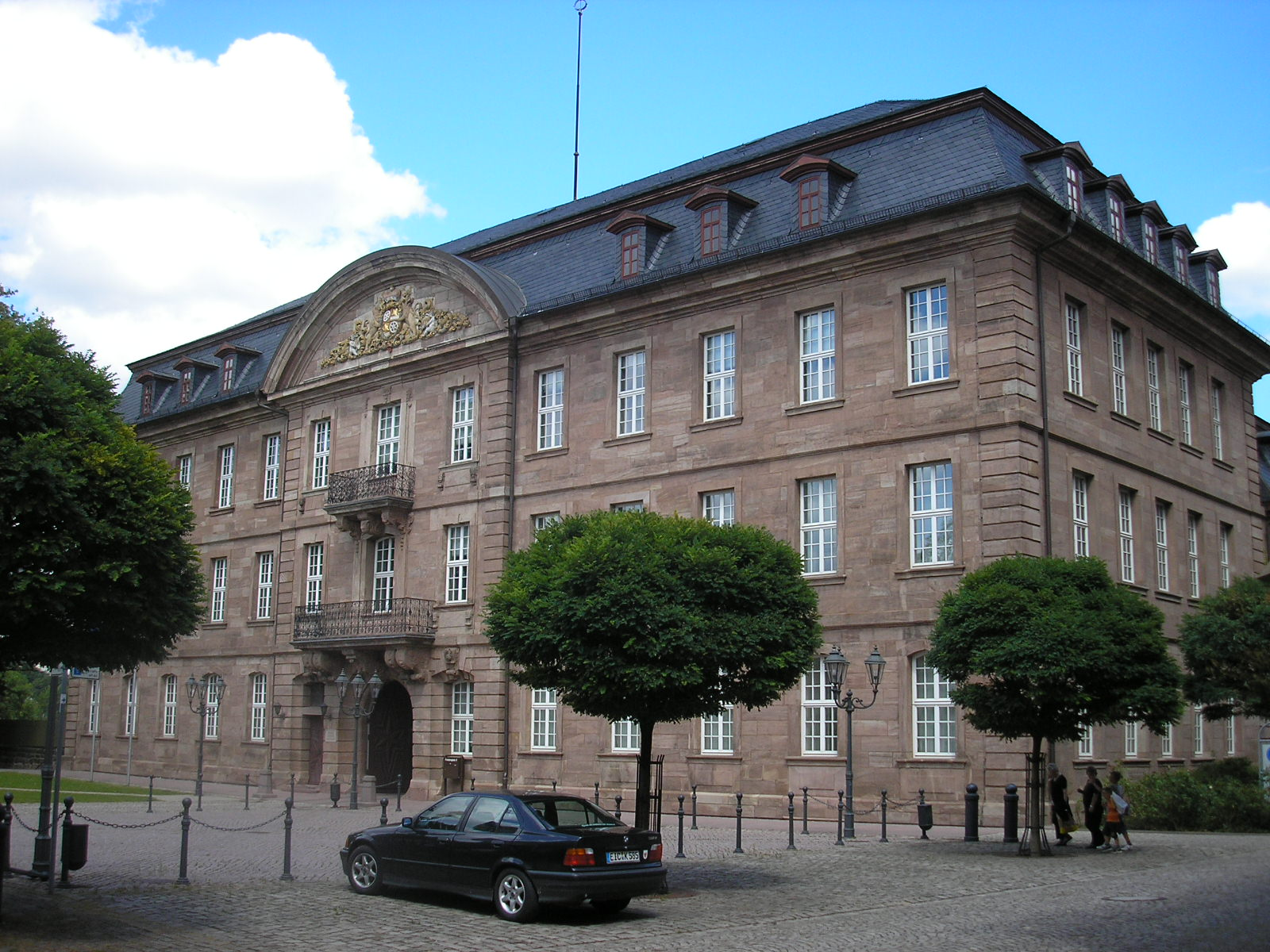
Das Mainzer Schloss in Heiligenstadt, Sitz des kurmainzischen Vizedoms im Eichsfeld

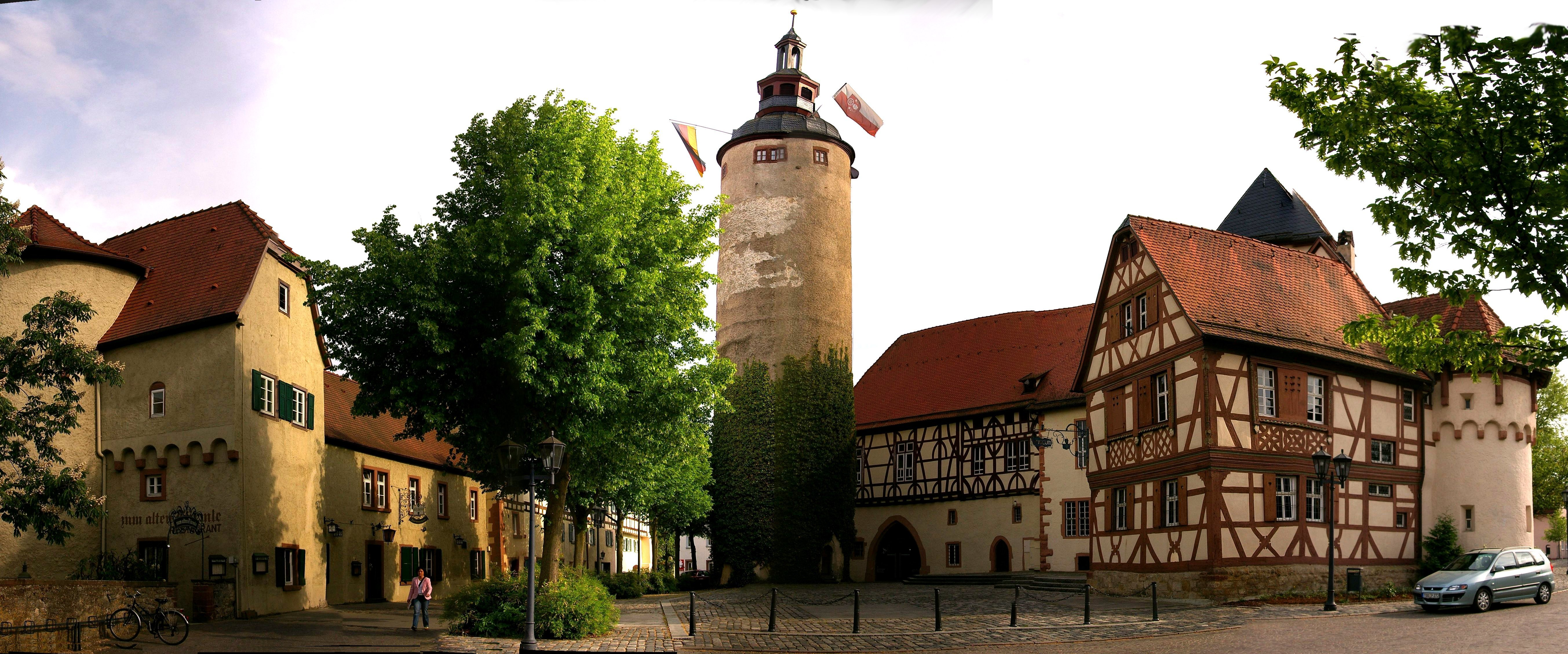
Kurmainzisches Schloss Tauberbischofsheim mit dem Türmersturm

Der Vizedom war ursprünglich ein Amt der Zentralgewalt. Da sich das Herrschaftsgebiet der Erzbischöfe (von einem Kurstaat war damals noch nicht die Rede) aber in mehreren Zentren entwickelte, wurde es nötig, jedes einzelne dieser Zentren extra zu verwalten. Erzbischof Adalbert I. von Saarbrücken (1112–1137) setzte daher ab 1120 für die Zentren Mainz-Rheingau, das Vizedomamt Aschaffenburg, das Eichsfeld und die hessische Exklave sowie für Erfurt je einen Vizedom ein. Sie bildeten die Mittelinstanz zwischen Zentralgewalt und Amtleuten.
Eine klare Abgrenzung der Sprengel der Vizedome gab es nicht. Die Amtsgewalt des Mainzer Vizedoms konzentrierte sich nach der Gewährung der Stadtfreiheit durch Erzbischof Siegfried III. von Eppstein (1230–1249) hauptsächlich auf den Rheingau. Nachdem die Stadt 1462 wieder an den Erzbischof gefallen war, wurden zwei Vizedomämter geschaffen, eines für die Stadt (Vizedomamt in der Stadt Mainz) und eines für das Umland (Vizedomamt außer der Stadt Mainz). Das Vizedomamt Rheingau bestand bis zum Ende des Kurstaates.
Der Kompetenzbereich des Aschaffenburger Vizedoms war ursprünglich das Territorium um Main, Tauber (u. a. Kurmainzisches Schloss Tauberbischofsheim), Spessart und Odenwald. Das Gebiet schrumpfte jedoch im Laufe der Zeit stark zusammen. Ab 1773 wurde das Amt nicht mehr besetzt und die Führung der Geschäfte 1782 einem Vizedomamtsdirektor übertragen.
Zuständig für Hessen und das Eichsfeld war der Vizedom auf Burg Rusteberg. Allerdings wurde für Hessen schon 1273 eine eigene Oberamtsverwaltung herausgelöst. Zu diesem Zeitpunkt lag das Amt bereits als erbliches Lehen in der Hand der Hansteiner und entwickelte sich zur Sinekure. 1323 verkaufte die Adelsfamilie das Amt an den Erzbischof. Daher wurde 1354 auf dem Rusteberg eine Landvogtei für Hessen, Thüringen und das Eichsfeld eingerichtet, die schon 1385 in je einen Landvogteibezirk für Hessen und Westfalen sowie für das Eichsfeld, Thüringen und Sachsen aufgeteilt wurde. 1732 trat an die Stelle der Landvögte (Oberamtleute) ein Statthalter.
In Erfurt war das Amt des Vizedoms bereits kurz nach seiner Errichtung in der ersten Hälfte des 12. Jahrhunderts erblich geworden. Wie im Fall von Rusteberg verkauften die Lehensnehmer das Amt an den Erzbischof (1342). Danach amtierten erzbischöfliche Provisoren; das Amt des Vizedoms ging zwar nicht unter, verlor aber seine Bedeutung. Erst 1664 wurde es in der ursprünglichen Bedeutung wiedererrichtet. 1675 folgte die Umwandlung in eine Statthalterei.
Im Unterschied zu den Vizedomämtern im Rheingau und in Aschaffenburg umfassten die Statthaltereien auf dem Eichsfeld und in Erfurt einen umfangreichen Behördenapparat. Dies findet auch in den Bezeichnungen als Kurfürstlich mainzischer Eichsfelder Staat bzw. Kurfürstlich mainzischer Erfurter Staat seinen Ausdruck.
Die Aufgabengebiete der Vizedome umfassten vor allem richterliche und militärische Angelegenheiten, wobei es unterschiedliche Schwerpunktsetzungen gegeben hat. Von den Kameralangelegenheiten – der Oberaufsicht über Güter und Einkünfte – wurde der Vizedom hingegen schon früh (ab dem 14. Jahrhundert) durch den Aufbau einer Kameralverwaltung entbunden.

### Ämter und Oberämter
Das anwachsende Territorium des erzbischöflichen Herrschaftsbereichs machte es bald nötig, nach der Gliederung in die vier Bereiche der Vizedome weitere Unterteilungen in überschaubare Sprengel zu unternehmen. Dies führte zur Einrichtung der Ämter, deren Mittelpunkt oftmals die Burgen waren, weswegen bis ins 16. Jahrhundert hinein oftmals Burggrafen als Amtleute fungierten. Solange dauerte es auch, der Ämterstruktur eine feste Form zu geben. Fluktuationen bei den Amtszuständigkeiten (z. B. durch Tausch oder Verpfändung) sowie die finanzielle und militärische Abhängigkeit des durch die Stiftsschismen notorisch klammen Erzbischofs von den Burggrafen hatten dies zuvor verhindert.

## Regierungspraxis

### Wahlkapitulationen
Die Wahlkapitulationen waren die Verfassung des Kurfürstentums, insofern man hier überhaupt von einer solchen sprechen kann. Ihre vollständigste Form erreichten sie mit der capitulatio perpetua von 1788, aufgesetzt vom Kapitel anlässlich der Wahl des Koadjutors (= Amtsgehilfen) Dalberg. Diese (jedoch nie in Kraft getretene) Kapitulation war als eine Art Staatsgrundgesetz vorgesehen, das nicht nur der Erzbischof und Kurfürst, sondern auch Diener und Beamte beschwören sollten. Inhaltlich war der Anspruch des Kapitels festgelegt, die Stände des Kurfürstentums zu sein; seit dem Bauernkrieg von 1524/25 gab es in Kurmainz keine Landstände mehr (einzige Ausnahme waren die Landstände des Eichsfeldes).
Darüber hinaus war festgehalten, dass der Kurfürst ohne Zustimmung des Kapitels kein Land veräußern oder verpfänden und keine Schulden machen konnte. Er war zur Erhaltung der katholischen Religion und Bevorzugung von Katholiken bei der Besetzung von Beamtenstellen, Aufrechterhaltung guter Beziehungen zum Papst und der Verbindung mit den Habsburgern sowie zur Beseitigung von Glaubensabtrünnigen, also Häretikern, verpflichtet. Die Wahlkapitulationen verschafften dem Kapitel jedoch kein legislatives Veto. Nur in finanziellen Angelegenheiten, also Steuern, Steuererhebungen, Schaffung neuer Steuern, war seine Zustimmung nötig.
Im 18. Jahrhundert haben die Wahlkapitulationen insgesamt an Bedeutung verloren, da sie 1695 vom Papst beziehungsweise 1698 vom Kaiser offiziell verboten worden waren. Jedoch konnte Kurfürst Lothar Franz von Schönborn (1695–1729), der in diesem Fall offensichtlich auf Seiten des Kapitels stand, ein päpstliches Schreiben erwirken, durch das Mainz vom Verbot der Wahlkapitulationen ausgenommen wurde. Als 1774 vor der Wahl des Kurfürsten Friedrich Karl Joseph von Erthal erstmals der Einfluss dieses Verbotes spürbar wurde, ging das Domkapitel dazu über, eine offizielle Hauptkapitulation auszuarbeiten und dazu eine Art geheime Nebenkapitulation, in der alle Artikel zusammengefasst waren, die möglicherweise ein Einschreiten des Papstes oder Kaisers provoziert hätten.

### Verhältnis zwischen Kurfürst und Domkapitel im Absolutismus
Die reichsunmittelbare Stellung der Domherren, die Existenz der Wahlkapitulationen und die Tatsache, dass ihnen bestimmte Ämter im Staat vorbehalten waren, sicherte dem Kapitel Privilegien, Immunitäten und Einfluss auf die Politik. Man hätte sich in jedem Fall einem tyrannischen Kurfürsten widersetzen können. Dies alles führte aber auch zu einem gewissen Dualismus zwischen Kurfürst und Domkapitel im Hinblick auf die Macht im Kurstaat. In der Praxis trafen aber wohl allein der Kurfürst und sein engster Beraterkreis die politischen Entscheidungen. Regelmäßige Steuereinnahmen und ausgedehnte Güter ermöglichten ihm zumindest eine relativ unabhängige Innenpolitik.
Als Beamte in der Verwaltung mussten die Domherren den Befehlen des Kurfürsten Folge leisten, um ihre Stellung nicht zu verlieren. Sie waren also dort eher gezwungen, sich dem Kurfürsten unterzuordnen, als dass sie es sich hätten leisten können, die Interessen des Kapitels allzu stark zu vertreten. Dies traf vor allem dann zu, wenn es die Domherren anstrebten, Familienmitglieder in der Verwaltung unterzubringen.
Auf der anderen Seite stammten Kurfürst und Domkapitel meist aus der gleichen Gesellschaftsschicht und damit Interessengruppe. Insofern galt Ausgleich und Mäßigung als Verhaltensregel zwischen beiden und war auch Voraussetzung für den Erhalt der Regierungsform. Die Kurfürsten hatten ein hauspolitisches Interesse, möglichst viele Verwandte im Kapitel unterzubringen, von denen vielleicht einer die Nachfolge antritt und damit die eigene Regierungsweise stabilisiert. Mit diesem Ziel konnten die Kurfürsten sich nicht rücksichtslos über die Interessen des Domkapitels hinwegsetzen.
Zwischen Kurfürst und Domkapitel existierte quasi eine Symbiose, beide waren voneinander abhängig, beide versuchten die Macht des anderen einzuschränken, wobei man im 18. Jahrhundert jedoch eine Dominanz der Kurfürsten, besonders der aufgeklärten, feststellen kann, vor allem da ihnen allein der Behörden- und Beamtenapparat als Machtinstrument zugutekam. Vielleicht trifft die Bezeichnung Wahlmonarchie am besten auf das Kurmainz dieses Jahrhunderts zu.
Erwähnenswert in diesem Zusammenhang ist die Tatsache, dass sowohl Kurfürst als auch Domkapitel in der Regel Unterstützer der habsburgischen Monarchie waren, da Kurmainz als geistliches Territorium vom Überleben des Reiches abhängig war. Dies wiederum gab den Habsburgern die Möglichkeit, hauptsächlich durch finanzielle Mittel, Einfluss auf die Wahl des Mainzer Kurfürsten zu nehmen.

## Bevölkerung
In Kurmainz lassen sich vier Bevölkerungsgruppen nachweisen. Die zahlenmäßig größte Gruppe waren die Bauern, die sich in einem abhängigen Status befanden. Alles Ackerland, das sie bebauten, gehörte den privilegierten Ständen, das heißt in diesem Fall dem Kurfürsten, dem Domkapitel, den Klöstern und Reichsrittern, die aus den verschiedenen Steuern, die die Bauern zu leisten hatten, vor allem dem Zehnten, ein lukratives Einkommen bezogen.
Die zweifellos einflussreichste Bevölkerungsschicht waren die Reichsritter, die als Angehörige des Adels in Kurmainz konkurrenzlos waren. Außer ihnen gab es nur noch den Dienstadel, der aber zum Bürgertum gerechnet wurde. Die Reichsritter waren reichsunmittelbar, das heißt nicht der Souveränität und Jurisdiktion des Kurfürsten untergeordnet, sondern sie unterstanden direkt dem Kaiser. Die meisten Kurfürsten gehörten nach der Reformation selbst diesem Reichsritterstand an. Als privilegierter Stand waren die Reichsritter von jeglichen Steuern und Abgaben befreit. Ihnen waren alle vierundzwanzig Pfründen des Domkapitels, etwa 130 Beamtenstellen im Kurfürstentum, dazu etwa fünfundsechzig Ehrenposten am Mainzer Hof, hohe Posten beim Militär sowie die Besetzung der kurfürstlichen Leibgarde ausschließlich vorbehalten.
Die letzten hier zu nennenden Bevölkerungsgruppen sind die Bürger und die Beisassen beziehungsweise Tolerierten, die sich hauptsächlich in den Städten, vor allem in Mainz, konzentrierten.
Zum Bürgertum zählten die Kaufleute, Geschäftsleute und Handwerksmeister, also Mitglieder einer Zunft, da nur diese das Bürgerrecht bekamen. Die Bürger hatten besondere Rechte und Privilegien, beispielsweise persönliche Freiheit, sie brauchten keine Fron und keinen Militärdienst zu leisten und konnten zu städtischen Körperschaften gewählt werden. Unter Beisassen und Tolerierten, letztere waren die Protestanten und Schutzjuden, verstand man die Zugewanderten in Mainz, die sich auf bestimmte Zeit und auf Widerruf dort niederlassen und ihren Beruf ausüben durften, aber kein Bürgerrecht erlangen konnten.

## Wirtschaft

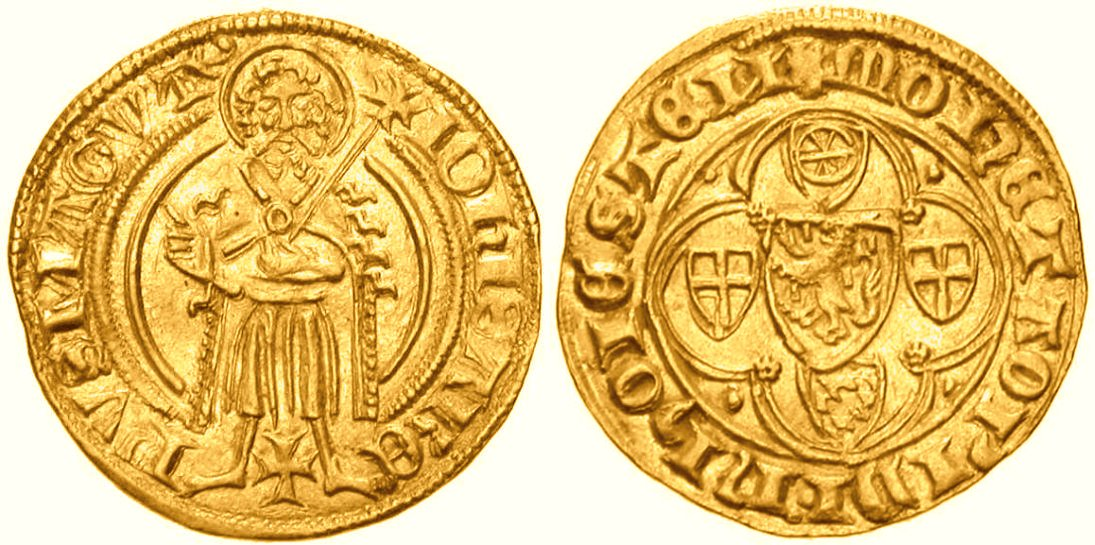
Rheinischer Gulden, Kurmainz

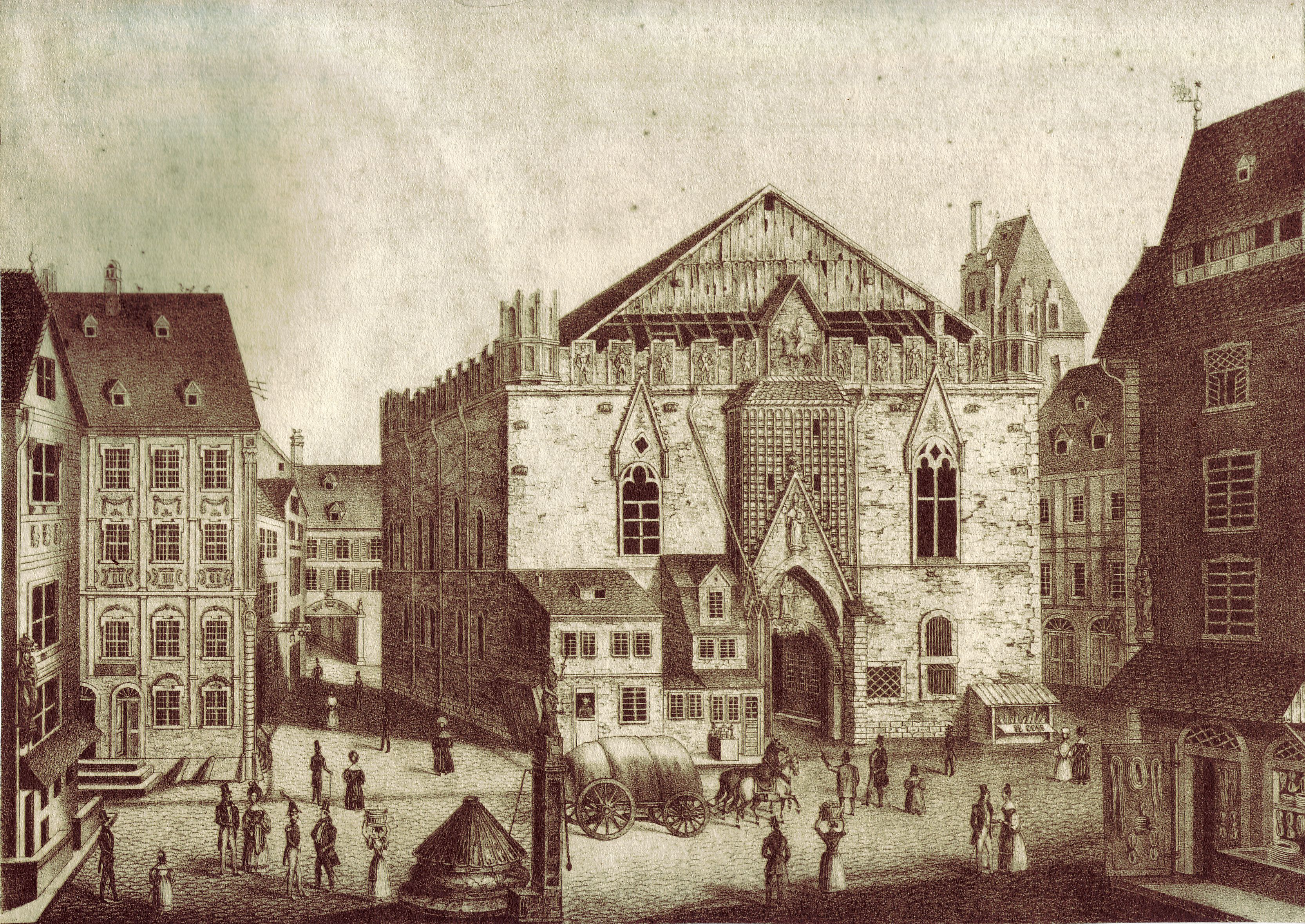
Das alte Kaufhaus auf dem sogenannten Brand zu Mainz

Im Mittelpunkt des Wirtschaftslebens des Kurfürstentums Mainz stand die Stadt Mainz. Mainz war weniger Fabrikantenstadt wie Frankfurt als eher Verteilungszentrum für Waren. Um die Stadt herum lag fruchtbares Gebiet, und eine ausgiebige landwirtschaftliche Produktion lieferte Wein, Tabak, Hanf, Hirse, Früchte, Nüsse und vor allem Getreide für den Export. Ebenfalls exportiert wurde Holz aus den Wäldern von Taunus und Spessart. Erwähnenswert in diesem Zusammenhang ist auch der Rheingau, der schon damals wie heute als eines der besten Weinanbaugebiete galt. Die Stadt Mainz besaß wie auch Köln seit 1495 das Stapelrecht, das den Handel auf dem Rhein betraf.
Güter, die die Stadt passierten, mussten ausgeladen und drei Tage zum Verkauf angeboten werden, ehe sie wieder in Mainzer Schiffe eingeladen und zu ihrem endgültigen Ziel transportiert werden durften. Die Kurfürsten waren sehr an der Aufrechterhaltung dieses Privilegs interessiert, da es ihnen die dabei anfallenden Gebühren als Einnahmen für die Staatskasse sicherte. Als Zeugnis dafür galt das alte Kaufhaus am Brand, welches im 19. Jahrhundert abgebrochen wurde, da es seine Funktion verloren hatte und baufällig wurde.
Ende des 18. Jahrhunderts wurde die städtische Wirtschaft noch von den Handwerkszünften beherrscht, die aber seit 1462 schon dem fürstlichen Absolutismus unterlegen waren. Ein vom Kurfürsten ernanntes Mitglied des Stadtrates, ab 1782 zwei Polizeikommissare, mussten bei allen Versammlungen der Zünfte anwesend sein. Keine Entscheidung konnte ohne Zustimmung des Kurfürsten getroffen werden. Somit waren die Zünfte im Grunde nur noch Staatsorgane. Insgesamt wurde Mainz, unter anderem durch Abschaffung der städtischen Freiheiten nach 1462, wirtschaftlich von Frankfurt in den Hintergrund gedrängt.
Erst mit der merkantilistischen Politik des Kurfürsten Johann Friedrich Karl von Ostein (1743–1763) erfuhr der Handel eine Wiederbelebung. Zwischen 1730 und 1790 war sowohl ein wirtschaftlicher Aufschwung als auch ein Bevölkerungswachstum in Kurmainz zu verzeichnen.

## Kurmainz als Namensgeber
Die Bundeswehrkasernen in Mainz und Tauberbischofsheim wurden nach Kurmainz benannt.
Zudem gibt es in Mainz eine Reservistenkameradschaft Kurmainz. Diese gehört dem Verband der Reservisten der Deutschen Bundeswehr e. V. an.